# أولاد بنعمر (أولاد بوعبد السيد)
أولاد بنعمر هو دُوَّار يقع بجماعة بوغريبة، إقليم بركان، جهة الشرق في المملكة المغربية. ينتمي الدوّار لمشيخة أولاد بوعبد السيد التي تضم 12 دوار. يقدر عدد سكانه بـ 1254 نسمة حسب الإحصاء الرسمي للسكان والسكنى لسنة 2004.

## روابط خارجية
- البوابة الوطنية للجماعات الترابية
- المندوبية السامية للتخطيط